# Ready to Fall
«Ready to Fall» es una canción de la banda estadounidense de hardcore punk Rise Against, lanzado a través de Geffen Records el 30 de mayo de 2006 como su primer sencillo de su cuarto álbum de estudio The Sufferer & the Witness (2006).

## Composición
"Ready to Fall" fue el primer sencillo de The Sufferer & the Witness, la continuación de Rise Against del exitoso álbum Siren Song of the Counter Culture (2004). Los miembros de Rise Against buscaban volver a sus raíces punk. McIlrath comentó: "Definitivamente es más un disco de punk roc ... No hemos crecido o madurado' como tal, simplemente hemos ejecutado lo que hemos estado tratando de lograr con los últimos discos". Como la mayoría de las canciones de The Sufferer & The Witness, "Ready to Fall" se caracteriza por ser hardcore punk y hardcore melódico. con un ritmo de medio tiempo. "Ready to Fall" presenta una estructura de canción compleja, con versos controlados que conducen a un coro intenso y voces que gritan, mientras que una línea de bajo continua suena de fondo. Las voces y la instrumentación son notablemente más pesadas que la mayoría de las canciones del álbum.
"Ready to Fall" fue lanzado el 30 de mayo como el primer sencillo de The Sufferer & The Witness. Fue lanzado como CD y sencillo de 7 "; la cara B presenta una presentación en vivo de "State of the Union", tomada del álbum Siren Song of the Counter Culture. Comercialmente, "Ready to Fall" alcanzó el puesto número trece en la lista Billboard Alternative Songs, el sencillo más alto de la banda en ese momento.

## Video musical
El video musical que lo acompaña fue dirigido por Kevin Kerslake. Fue realizado en 2006, el video trata sobre la contaminación, la destrucción del medio ambiente y los derechos de los animales. El video tiene una duración de 3 minutos y 51 segundos. Se corta entre tomas de la banda tocando, animales salvajes e imágenes relacionadas con los tres temas enumerados. Esto incluye la minería, la tala de bosques, la desertificación, el petróleo y el derretimiento del hielo polar, así como los animales muertos o agonizantes como resultado de esas prácticas. Muestra imágenes de cazadores, rodeos, experimentación con animales, la captura y matanza de delfines salvajes y animales en cautiverio. Finalmente, presenta videos de varias áreas de la agricultura animal, incluidos los huevos, la pesca y la carne. Al final del video, el cantante Tim McIlrath dice: "Cada acción tiene una reacción. Tenemos un planeta, una oportunidad".
Además de la versión reproducida en televisión, se creó otra versión más gráfica y 'sin cortes'. Esto nunca se lanzó oficialmente, pero está disponible en ciertos sitios web como Vimeo. El video se enfoca más en los derechos de los animales y sirve como testimonio del veganismo. Rise Against es un partidario activo de PETA, una organización de derechos de los animales, y los miembros de la banda son todos vegetarianos activos.
El video fue filmado en Brandywine Falls Provincial Park en la Columbia Británica. Gran parte de las imágenes de animales en ambos clips de película provienen del documental Earthlings.